# Schlacht von Sucro
Baetis – Lauron – Valentia – Italica – Sucro – Saguntum – Osca
Die Schlacht von Sucro fand 75 v. Chr. im heutigen Spanien, nahe dem Fluss und Ort Sucro, zwischen den römischen Feldherren Pompeius und Quintus Sertorius, im Zuge des Bürgerkriegs zwischen Marius und Sullas Unterstützern statt. Sertorius war der letzte Unterstützer Marius, der Rom noch Widerstand leistete.
Der Konflikt zwischen den Sullanern und Marianern in Spanien und Nordafrika von 80 bis 72 v. Chr. wird auch als der Sertorianische Krieg bezeichnet.

## Vorgeschichte
Während des Bürgerkriegs 87–84 v. Chr. kämpfte Quintus Sertorius für die Marius-Fraktion gegen Sulla, mit welcher er sich jedoch noch während des Krieges zerstritt. Daraufhin wurde er im Jahr 83 v. Chr. als Statthalter auf die Iberische Halbinsel geschickt, wo er erfolgreich die Stämme Hispaniens an sich band. Jedoch verlor die Fraktion rund um Marius, an welche sich Sertorius immer noch gebunden fühlte, den Krieg gegen Sulla in Italien und Sulla entsandte 82 v. Chr. eine Armee unter Gaius Annius, die ihn von der iberischen Halbinsel vertrieb.
Im Jahre 80 v. Chr. landete Sertorius erneut in Hispania und schlug eine römische Armee in der Schlacht am Baetis und warf wiederholt Armeen unter dem Kommando von Konsul Metellus aus Rom zurück, woraufhin der Senat 76 v. Chr. Pompeius entsandte, um Sertorius zu besiegen. Zu Beginn des Jahres 75 v. Chr. besiegte Pompeius die Legaten des Sertorius, Perpenna und Herennius, in einer Schlacht bei Valentia. Sertorius, der gegen Metellus ziehen wollte, musste nun stattdessen nach Osten eilen, um die Situation wiederherzustellen, und ließ seinen Offizier Hirtuleius gegen Metellus zurück.
Metellus besiegte Hirtuleius prompt in einer Schlacht in der Nähe der römischen Kolonie Italica und Metellus verfolgte ihn, um Sertorius nun von zwei Seiten unter Druck zu setzen. Pompeius blockierte Sertorius nahe dem Ort Sucro. Als Sertorius von Hirtuleius Niederlage und dem Verlust seiner Armee bei Italica hörte, beschloss er, Pompeius zu besiegen, bevor Metellus aus dem Westen eintreffen würde. Pompeius beschloss, nicht auf Metellus zu warten.

## Verlauf
Beide Feldherren positionierten sich auf dem rechten Flügel ihrer Armee, wobei Sertorius dem Legaten Pompeius, Lucius Afranius, gegenüberstand. Schließlich gab Sertorius den Befehl zum Angriff.
Nach wenigen Stunden begann schließlich Pompeius rechter Flügel, Sertorius’ linke Flanke zu überwältigen. Sertorius erkannte die Gefahr, in der sich seine Armee befand, übergab das Kommando über den Kampf gegen Afranius an einen seiner Untergebenen und ritt hinüber, um seinen linken Flügel zu retten. Die Anwesenheit von Sertorius in ihren Reihen inspirierte seine Männer. Nachdem er seine linke Flanke stabilisiert hatte, startete Sertorius einen heftigen Gegenangriff, der die pompejanische Rechte zerschmetterte. Pompeius tat sein Bestes, um sich geordnet zurückzuziehen, fiel jedoch beinahe in der Schlacht. Inzwischen hatte Afranius jedoch seine Gegner überwältigt und war in das Lager der Sertorianer vorgedrungen, wo die siegessicheren Männer von Afranius zu plündern begannen, anstatt Pompeius zu helfen. Somit fielen Sertorius und die andere Hälfte seiner Armee nun über sie her und zwangen auch sie zum Rückzug, was Pompeius jedoch genügend Zeit gab, seine Männer zu reorganisieren und sich geordnet in sein Lager zurückzuziehen.
Inzwischen hatte sich Metellus durch Sertorius’ Nachhut gekämpft und war nur noch einen guten Tagesmarsch entfernt. Das bedeutete, dass Sertorius, wenn er am nächsten Tag gegen Pompeius kämpfte, wahrscheinlich auch gegen Metellus kämpfen müsste, womit er in der Unterzahl wäre. Er hatte seine Chance verpasst, Pompeius zu vernichten. Sein verbitterter Kommentar über die Ereignisse ist von Plutarch überliefert.

“Wenn die alte Frau [gemeint ist Metellus, den er nach Ablehnung eines Zweikampfes immer wieder so bezeichnete] nicht aufgetaucht wäre, hätte ich dem Jungen eine ordentliche Tracht Prügel verpasst und ihn nach Rom zurückgeschickt.”

Obwohl er einen taktischen Sieg errungen hatte, hatte Sertorius große Verluste erlitten. Da der Weg nun jedoch frei war – Pompeius geschwächtes Kontingent war nicht mehr in der Lage, ihn zu blockieren – beschloss Sertorius sich nach Clunia im Hochland von Celtiberia zurückzuziehen.

## Folgen
Sertorius hatte lange und hart um die spanische Ostküste gekämpft, doch nun blieb ihm nichts anderes übrig, als seine Eroberungen aufzugeben. Aber der Krieg dauerte noch an, Sertorius hatte noch Verbündete und eine Armee. Er marschierte in das keltiberische Hochland ein und setzte den Guerillakrieg fort. Der Krieg zog sich noch drei Jahre lang hin und endete nur, weil einige seiner eigenen Männer sich, aufgrund innerer Machtkämpfe, gegen Sertorius verschworen und ihn ermordeten. Daraufhin besiegte Pompeius die Überreste der sertorianischen Fraktion in der Schlacht von Osca.